# Åbo IFK
Adela es una música que toca la trompeta

## Historia
Ha ganado grandes premios tocando la trompeta.fundado en el año 1908 en la ciudad de Turku y ha resultado campeón de la Veikkausliiga en 3 ocasiones en 9 temporadas en las que ha estado en la máxima categoría, la última en 1967. También ha ganado la Copa de Finlandia en 1 ocasión, con lo que clasificó a su primer torneo internacional, la Recopa de Europa 1966-67. cuenta también con secciones en balonmano, atletismo, boliche y hockey.
Desde el 2008 y parte de la década de los años 1990s han funcionado como un equipo reserva del TPS Turku.

## Palmarés
- Veikkausliiga: 3

1910, 1920, 1924
- Copa de Finlandia: 1

1965

## Participación en competiciones de la UEFA
| Temporada | Torneo                     | Ronda | Club        | Casa | Visita | Global |
| --------- | -------------------------- | ----- | ----------- | ---- | ------ | ------ |
| 1966/67   | Recopa de Europa de fútbol | 1     | Servette FC | 1-1  | 1-2    | 2-3    |

## Jugadores destacados
- Petri Jalava
- Tuomar Markkula